# 塩基性ヘリックスループヘリックス
塩基性ヘリックスループヘリックス (basic helix-loop-helix, bHLH) とは、二量体化転写因子に多くみられるタンパク質構造モチーフであり、二量体化転写因子の最も大きなファミリー1つである。
bHLH型転写因子はしばしば、成長や細胞活動に重要な役割を果たす。BMAL1-CLOCKは概日リズムの分子機構の中核をなす転写因子複合体である。他の遺伝子では、c-MycやHIF-1は細胞増殖や代謝に関与する遺伝子であり、がんとも関連付けられている。
ヘリックスターンヘリックスは似た名称であるが異なる構造である。

## 構造
bHLHモチーフはループでつながれた2本のα-ヘリックスによって特徴づけられる。このモチーフを持つ転写因子は二量体を形成し、塩基性アミノ酸残基を含むヘリックスがDNAに結合する 。一般的に、短い方のヘリックスは、ループ領域の柔軟性によって相手方のヘリックスの上に折り畳まれて二量体化する。長い方のヘリックスはDNA結合領域を含んでいる。典型的なbHLHはE-boxと呼ばれるコンセンサス配列 (CANNTG) に結合する。標準的なE-boxはパリンドロミックな CACGTG という配列であるが、いくつかのbHLH型転写因子、特にbHLH-PASファミリーに属するものの中には、E-boxに似た非パリンドロミックな配列に結合するものも存在する。bHLH型転写因子はホモ二量体化、または他のbHLH型転写因子とのヘテロ二量体化によって、多くの種類の二量体を形成する。そして、そのそれぞれが特定の機能を持っている。

## 例
系統学的な分析によって、bHLHタンパク質はAからFの6つのグループに分類されている 。酵母と植物のbHLHはすべてグループBに分類される。

### グループA
E-box配列のうち、CACCTG または CAGCTG に結合する。
- MyoD
- Myf5
- Beta2/NeuroD1
- Scl/Tal1
- Neurogenins

### グループB
E-box配列のうち、CACGTG もしくは CATGTTGに結合する。
- MAX
- C-Myc, N-Myc
- TCF4 (Transcription Factor 4)

### グループC
bHLHのほかにPASドメインを持つ。多くが ACGTG もしくは GCGTGT に結合する。
- AhR
- BMAL1-CLOCK
- HIF
- NPAS1, NPAS3, MOP5

### グループD
塩基性領域を欠き、DNA結合能がない。
- EMC

### グループE
N-box (CACGCG もしくは CACGAG) と呼ばれる配列に結合する。OrangeドメインとWRPWペプチドと呼ばれる領域を持つ。
- HEY1, HEY2

### グループF
二量体化とDNA結合に関与するCOEドメインを持つ。
- EBF1

## 調節
bHLH型転写因子の多くはヘテロ二量体として機能するため、その活性はサブユニットの二量体化の段階で調節されている。一方のサブユニットについては恒常的に発現しているが、他方のサブユニットについては発現や存在量が制御されているという場合が多い。ショウジョウバエのEmcタンパク質(extramachrochaetae) は、HLH構造を持つが塩基性領域を欠くため、DNAに結合することができない。これらは他のbHLHタンパク質とヘテロ二量体を形成することで、そのタンパク質の転写因子活性を不活化する。

## 歴史
- 1989年、MurreらはさまざまなbHLHタンパク質の二量体が短いDNAモチーフ（後にE-boxと名付けられた）に結合することを示した[10]。このE-boxのDNA配列は CANNTG である（Nはどのヌクレオチドでもよい）[6]。
- 1994年、Harrisonのグループ[11]とPaboのグループ[12]はE-boxに結合したbHLHタンパク質を結晶化し、bHLHの塩基性配列がE-boxの主溝 (major groove) の特定のヌクレオチドと相互作用するような向きで、平行な4本のヘリックスバンドルは結合することを示した。
- 1994年、WhartonらはSingle-minded (Sim) やAhRを含む、PASドメインを持つbHLHタンパク質が非対称的配列を持つE-box配列に結合することを示した[13]。
- 1995年、SemenzaのグループはHIFが非対称的配列を持つE-boxに結合するbHLH-PASのヘテロ二量体であると同定した[14]。
- 2009年、Gorve、De Masiらは"E-box-like sequences"と名付けられた、bHLHタンパク質が結合する新たなDNAモチーフを同定した。その配列は CAYRMK である（YはCまたはT、RはAまたはG、MはAまたはC、KはGまたはT）[15]。